# Sobór Trójcy Świętej w Odessie
Sobór Trójcy Świętej – prawosławny sobór w Odessie, w jurysdykcji eparchii odeskiej Ukraińskiego Kościoła Prawosławnego Patriarchatu Moskiewskiego.

## Historia
Cerkiew pierwotnie służyła odeskiej społeczności prawosławnych Greków, stąd do dziś bywa określana jako grecka. Jej budowę rozpoczął w 1795 metropolita jekaterynosławski Gabriel, kładąc pierwszy kamień fundamentów przyszłej budowli. Prace zostały jednak wstrzymane i wznowiono je dopiero dziewięć lat później. Gotową cerkiew poświęcił w 1808 arcybiskup jekaterynosławski i taurydzki Platon. Trzy lata później przy świątyni uruchomiono szkołę niedzielną.
W 1840 do cerkwi dostawiono boczny ołtarz Zwiastowania Matki Bożej, a trzydzieści pięć lat później – kolejny, tym razem pod wezwaniem św. Dymitra z Tesaloniki. Świątynia pozostawała czynna do 1936, gdy została zamknięta przez władze radzieckie. Jej ponowne otwarcie miało miejsce w czasie rumuńskiej okupacji Odessy w 1941.
W latach 1956–1999 przy cerkwi funkcjonowało oficjalne przedstawicielstwo Patriarchatu Aleksandryjskiego przy Rosyjskim Kościele Prawosławnym. W 1999 jego siedzibę przeniesiono do cerkwi Wszystkich Świętych w Moskwie, a odeską świątynię włączono w struktury eparchii odeskiej. W 2006 świątynia otrzymała honorowy tytuł soboru.
W latach 1821–1851 w cerkwi znajdowały się szczątki powieszonego przez Turków patriarchy Konstantynopola Grzegorza V, wystawione dla kultu jako święte relikwie (formalnie patriarchę kanonizowano dopiero w 1921). Następnie przewieziono je do Grecji, pozostawiając w świątyni jedynie cząsteczkę. Szczególnym kultem otaczana jest również przechowywana w cerkwi kopia Ikony Matki Bożej „Nieoczekiwana Radość”.

## Galeria

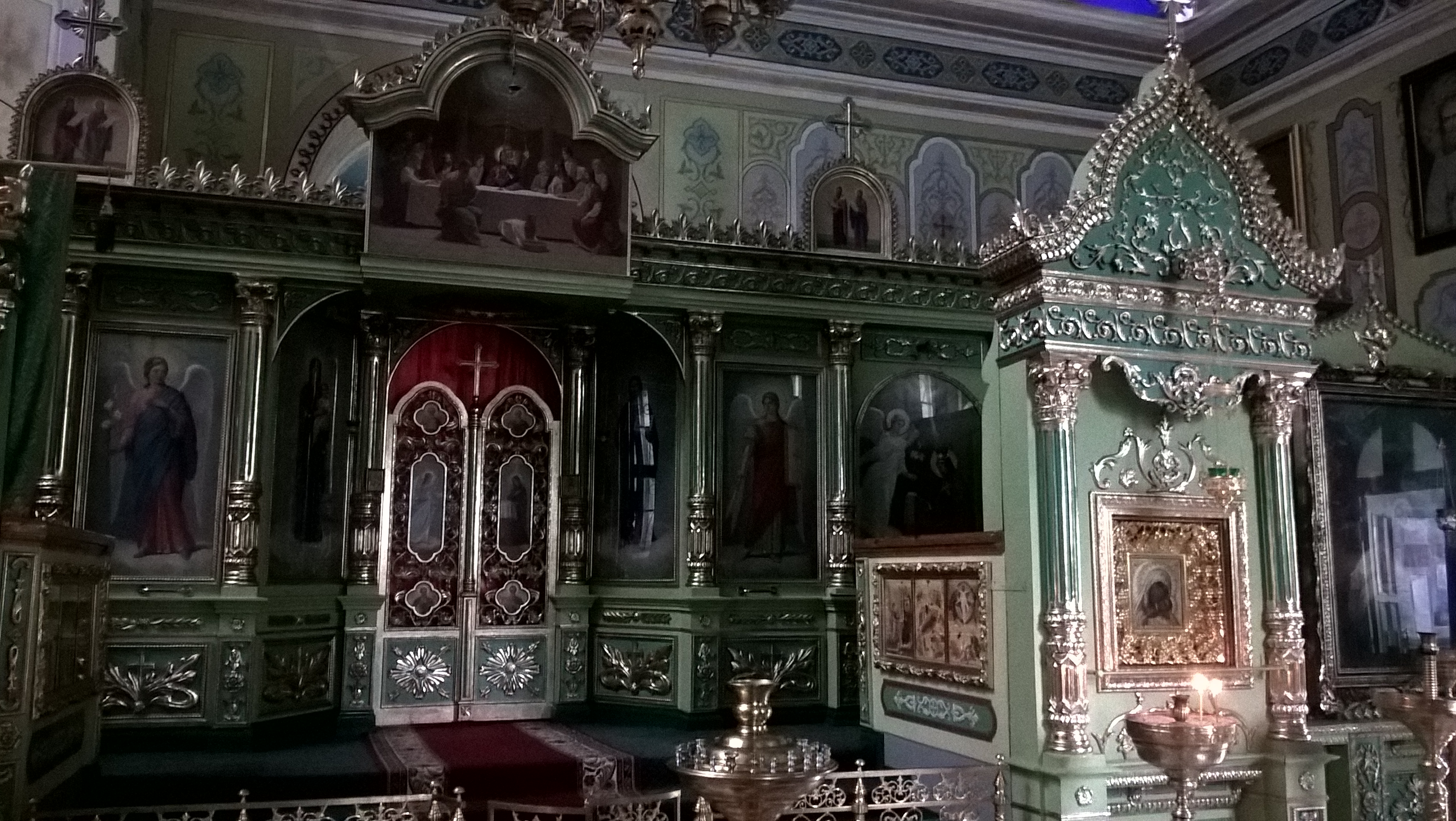
Ikonostas przed bocznym ołtarzem soboru
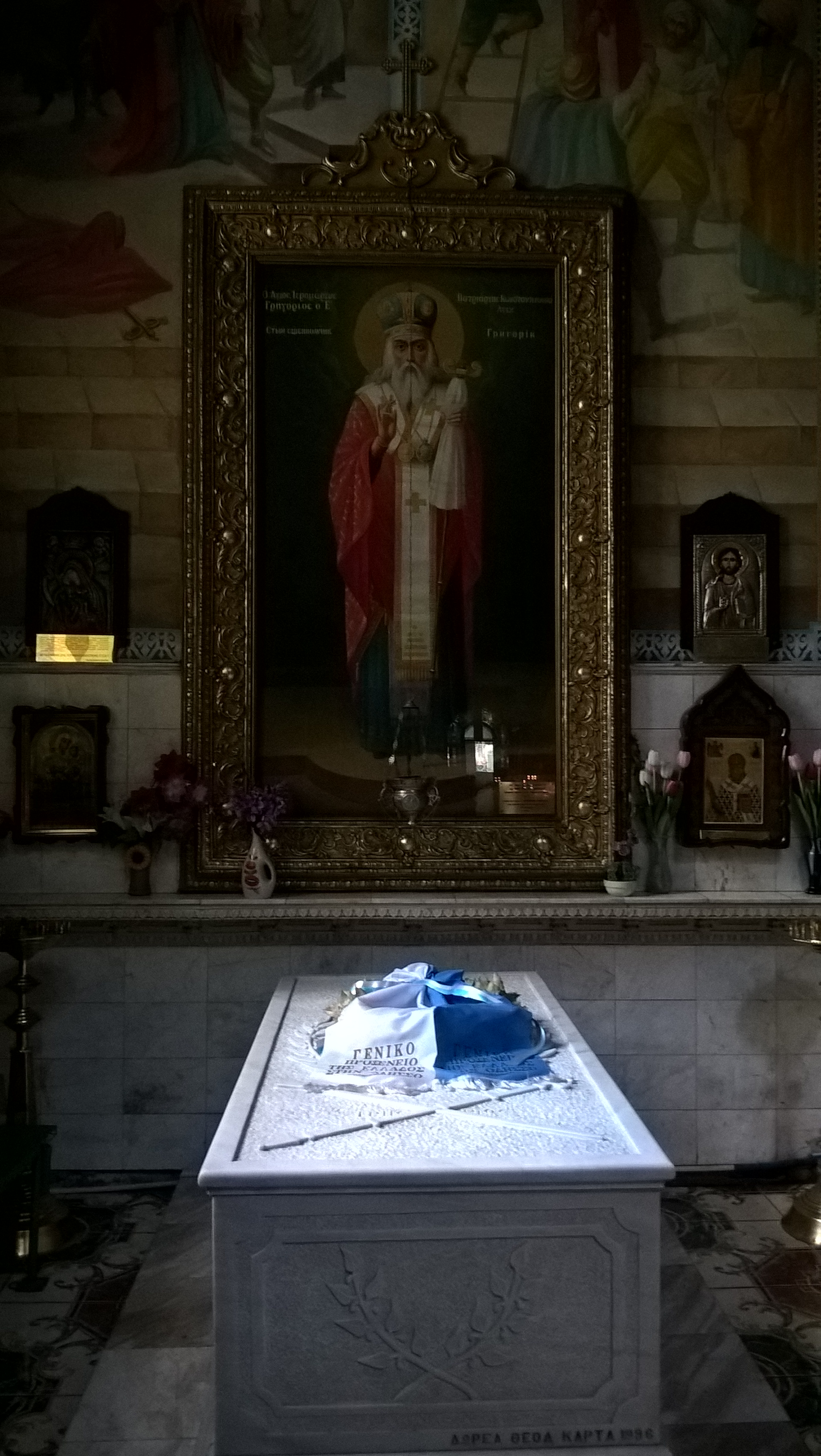
Dawny sarkofag patriarchy Grzegorza V
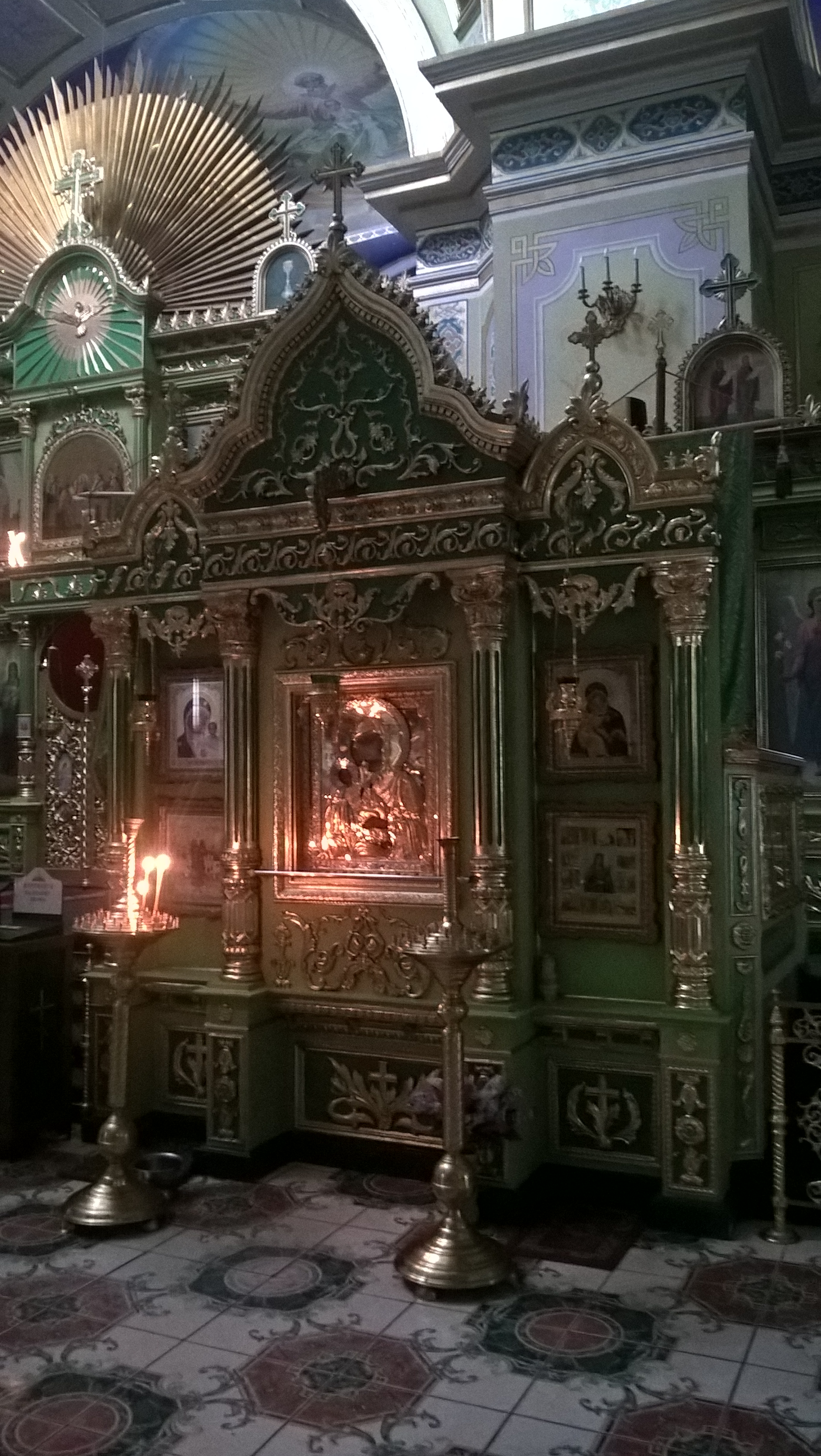
Otaczana kultem ikona maryjna